# Freddy Buache

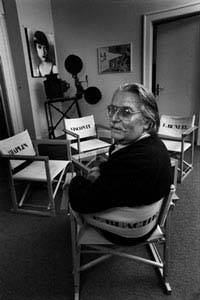
Freddy Buache

Freddy Buache (* 29. Dezember 1924 in Lausanne; † 28. Mai 2019) war ein Schweizer Journalist, Filmkritiker und Filmhistoriker. 

## Leben und Wirken
Von 1951 bis 1996 war Buache Direktor des Schweizer Filmarchivs und von 1966 bis 1970 Co-Leiter des Filmfestivals Locarno. Ab 1990 lehrte er als Privatdozent an der Universität Lausanne. 
Er war Herausgeber der Buchreihen Cinéma vivant und Histoire et théorie du cinéma.

## Werke
- Luis Buñuel. Lyon 1960.
- Le cinéma suisse. Lausanne 1974.
- Le cinéma américain 1955–1970. Lausanne 1974.
- Portrait de Daniel Schmid en magicien. Lausanne 1975.
- Cinéma anglais autour de Kubrick et Losey. Lausanne 1978.
- Le cinéma italien 1945–1979. Lausanne 1979.
- Luis Buñuel. Lausanne 1980.
- Le cinéma suisse francophone, 1976–1985. Brüssel 1985.
- Le film du cinéma Suisse. Lausanne 1991. (3 Videokassetten mit Begleitheft)
- La Crise des cinémathèques… et du monde, mit Raymond Borde, Nachwort von Dominique Païni. – Lausanne: L’Âge d’Homme, 1997.
- Le cinéma suisse 1898–1998. Lausanne 1998.
- Vingt-cinq ans de cinéma français: Parcours croisés, 1979–2003. Lausanne 2005.
- John Huston: Le blasphème et la mort. Lyon 2007.
- Daniel Schmid. Lausanne 2008.
- Sous tant de paupières: Bergman avant la mondialisation des écrans. Lausanne 2010.
- Derrière l’écran: Entretiens avec Christophe Gallaz et Jean-François Amiguet. Lausanne 2010, ISBN 978-2-82513953-0.

## Auszeichnungen
- 1985: Preis der Stadt Lausanne
- 1995: Preis der Doron-Stiftung Zug
- 1998: Ehrenleopard am Filmfestival Locarno

## Filme
- Cinéma en tête: Personnalités suisses: Freddy Buache.  Regie: Marie-Magdeleine Brumagne. RTS, 8. April 1969. 51 min.
- Lettre à Freddy Buache. Dokumentarfilm zur 500-Jahr-Feier der Stadt Lausanne von Jean-Luc Godard, 1982. 12 min.
- Freddy Buache: Passeur du septième art. Regie: Michel Van Zèle, 2007. 53 min.
- Freddy Buache: Le cinéma. Regie: Fabrice Aragno, 2012. 46 min.[3]